# Nikolai Bakhvalov
Nikolai Sergeevich Bakhvalov (Moscou, 29 de maio de 1934 — Moscou, 29 de agosto de 2005) foi um matemático russo e soviético.
Nascido em Moscou, filho de Sergei Vladimirovich Bakhvalov, um geômetra da Universidade Estatal de Moscou, N.S. Bakhvalov foi exposto à matemática quando jovem. Em 1950 entrou na Faculdade de Mecânica e Matemática da Universidade Estatal de Moscou. Dentre seus supervisores incluem-se Andrei Kolmogorov e Sergei Sobolev. Bakhvalov obteve o doutorado em 1958. Foi professor de matemática da Universidade Estatal de Moscou desde 1966, especializado em matemática computacional. Bakhvalov foi um membro da Academia de Ciências da Rússia desde 1991 e chefe do Departamento de Matemática Computacional do Colégio de Colégio de Matemática e Mecânica da Universidade Estatal de Moscou desde 1981. Bakhvalov publicou mais de 150 artigos e um livro texto popular sobre métodos numéricos.
Foi autor de contribuições pioneiras em diversas áreas da matemática e mecânica. Já no início de sua carreira formulor e provou resultados fundamentais sobre otimização de algoritmos numéricos. Em 1959 determinou a complexidade do problema de integração na configuração do pior caso para integrandos suaves. Além disso, propos um algoritmo assintoticamente ótimo para configurações aleatórias. Este pode ser considerado como um resultado inicial da teoria da complexidade baseada na informação.
Bakhvalov foi um dos pioneiros do Método Multigrid, contribuiu para a homogeneização assintótica e o método do domínio fictício.